# Gladius
Gladius es un término latino utilizado para designar una espada, el cual se aplica de manera moderna al arma utilizada por las legiones de la Antigua Roma desde el siglo III a. C. hasta el siglo III aproximadamente y cuyo origen se remonta a la espada íbera falcata, procedente del sur y más tarde a la celtíbera, ambas espadas eran usadas por las tribus de la península Ibérica, más tarde rebautizada como Hispania, la cual sería determinante para el éxito de la cultura romana. Siendo por tanto conocida en latín como gladius hispaniensis, o "espada hispana". Tenía una longitud estimada de medio metro, aunque se podían hacer a medida del usuario, y una hoja recta y ancha de doble filo. De esta palabra deriva «gladiador».

## Origen
El gladio romano tiene su origen en las espadas usadas por los mercenarios celtíberos durante la segunda guerra púnica. Los historiadores Polibio y Livio cuentan que estos mercenarios portaban una espada tan excelente para el corte como para la estocada, y más tarde afirman que el ejército romano no esperó hasta el final de la guerra para adoptar tal diseño, al que llamaron «gladius hispaniensis» en latín o «iberiké machaira» en griego. Este nombre vendría a señalar tanto su formato como su origen hispano. Esta espada vino a sustituir a la espada romana tradicional, de la que se cree que estaba basada en el xifos griego, y se convirtió en el arma reglamentaria de los ejércitos romanos durante cinco siglos, hasta que fue sustituida paulatinamente por la spatha germánica durante el Medio Imperio.

## Características
Estas armas eran del tipo de las denominadas espadas "de antenas", "biglobulares" o "de lengua de carpa", utilizadas tanto por celtas como por celtíberos, muy prácticas para los ataques de iniciativa, ya que al ser cortas y ligeras, se podía lanzar un ataque con gran rapidez, en especial con estocadas, para lo que tenían una larga punta. También podían usarse dando tajos, lo cual no servía de mucho, ya que el enemigo podía llevar una cota de malla; por si se daba el caso de que tuvieran que dar un tajo, tenían doble filo. Las espadas originales hispanas estaban medidas para cada persona y hechas de hierro de alta calidad, que se trataba de una manera especial dando como resultado muy buenas armas. Es considerada por muchos como la mejor espada que jamás haya existido desde el punto de vista práctico y estratégico y la que más muertes provocó en la antigüedad.
El gladio estaba diseñado para ataques rápidos de estocada. Esto era muy práctico, ya que el legionario romano que llevaba la espada se resguardaba tras un scutum; una vez que el enemigo descargaba inútilmente su golpe sobre el escudo o armadura del romano, o se disponía a hacerlo, el romano lanzaba una rápida estocada con su ágil gladius, y así apuñalaba y mataba al contrincante. El gladius fue sustituido por la spatha, copiada de los bárbaros germánicos.
Recientes descubrimientos arqueológicos de versiones muy antiguas del gladius sugieren, sin embargo, que el origen hispano de esta arma tiene en realidad relación con una variante ibérica de la espada tipo «La Tène», llamada así por las halladas en el La Tène y en otros yacimientos arqueológicos de la cultura del mismo nombre gala. En lo que hoy es Francia, esta espada fue alargándose y haciéndose más de tajo, incluso fabricándose sin punta, mientras que en Hispania se conservó un tamaño menor y más adecuado para la doble función del tajo y estocada. En esta versión hispana se inspiraría el gladius romano original, que, con el tiempo, se iría haciendo cada vez más corto: más de apuñalamiento.
Originalmente, los romanos usaron un tipo de características muy similares al original ibérico, con doble filo y una larga punta, capaz de penetrar cotas de malla con una estocada vigorosa. Pero fue evolucionando a formas más simples, hasta llegar al modelo «pompeya», llamado así por las espadas encontradas en esa ciudad. Este modelo es de hoja totalmente recta, y la punta es más corta. Se dice que esto es así porque, al no usar armadura casi nunca los enemigos bárbaros de Roma, bastaba con una punta más corta y que corría menos riesgo de "atascarse" en las costillas de la víctima al empalarla. Pero el motivo más probable es sencillamente que resultaban más simples y por tanto más rápidas y baratas de fabricar.

## Variedades delgladius
- Hispaniensis:[2] El más antiguo y el anterior al uso romano. Fue empleado originalmente por los celtíberos y otras tribus iberas durante las guerras púnicas, y fueron tan eficaces que los romanos decidieron adoptarlos tiempo después.

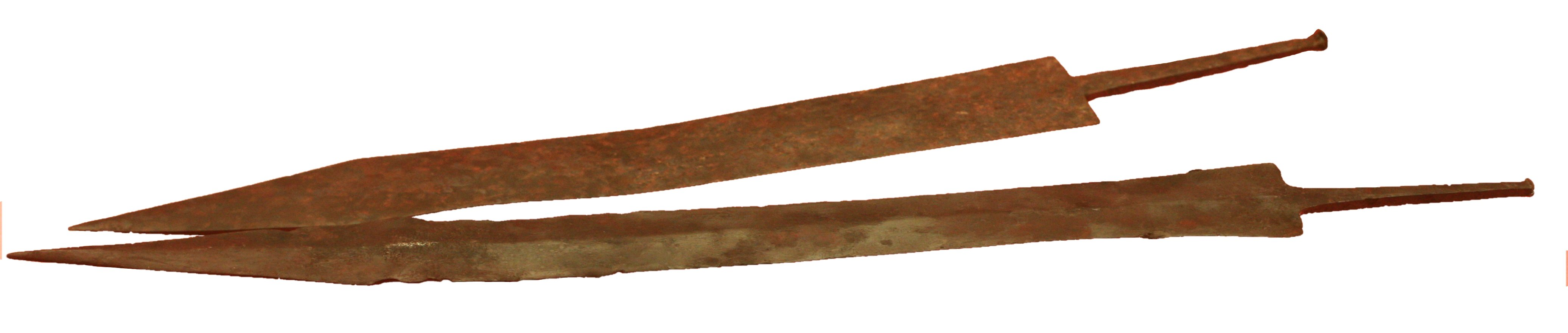
Dos hojas de gladii del tipo «Maguncia». Arriba, variante de Fulham y abajo, variante de Sisak.

- Maguncia: El gladius modelo «Maguncia», llamado así por la ciudad de Maguncia, es similar al «hispaniensis», tanto que muchos expertos consideraron que se trataba del mismo modelo, pero su adaptación a las necesidades y al estilo de lucha de los romanos lo hacen distinto.

- Pompeii: Es probablemente el modelo más conocido del gladius. Esta versión fue evolucionando según la manera de hacer la guerra de Roma y destaca por tener una hoja más corta y más acinturada, así como variaciones en la empuñadura.

## Técnica delgladius
El gladius era una espada ligera, excelente para las formaciones romanas en la época en la que estuvo en uso. El cruce de la hoja le daba una forma perfecta para ser alineada con el codo, formando un ángulo de 90°. Se usaba junto con el popular scutum. Los legionarios romanos daban veloces y cortas estocadas con ella, y causaban serias y probablemente mortales heridas en el abdomen, estómago, pecho y pubis. Los legionarios estaban adiestrados acerca de los puntos débiles del cuerpo y conocían la gravedad de las heridas causadas al enemigo en ingles o muslos, que causaban el desangrado. El enemigo podía tardar en morir pero perdía rápidamente los reflejos y la fortaleza por la grave hemorragia, pudiendo sobrevenirle mareos por el esfuerzo, tras lo cual quedaba obviamente fuera de combate. Los legionarios tampoco desdeñaban dar estocadas en las rodillas, las corvas o el talón (corte de tendones), lo cual inutilizaba al adversario. Si el enemigo presentaba una guardia baja, el legionario podía atacar de arriba abajo hiriendo en el rostro o el cuello. La posibilidad de recibir una estocada directa en el rostro era muy temida por los soldados enemigos, provocando que desprotegieran así con más frecuencia sus partes bajas.
Como ejemplos de campañas en las que fue atestiguada la eficacia del gladius tenemos las de la Guerra de las Galias, en la que los soldados romanos de Julio César podían atacar de forma escalonada y sincronizada las filas para reemplazar a los cansados y heridos por soldados frescos de la retaguardia; 
el gladius también era eficaz si el enemigo trataba de romper el ala de la cohorte.